# Gare de Noisy - Champs
Gare de Noisy - Champs vasútállomás és RER állomás Franciaországban, Noisy-le-Grand településen.

## Vasútvonalak
Az állomást az alábbi vasútvonalak érintik:

## Kapcsolódó állomások
A vasútállomáshoz az alábbi állomások vannak a legközelebb:
- Gare de Noisy-le-Grand - Mont d'Est (Gare de Saint-Germain-en-Laye, A RER-vonal)
- Gare de Noisiel (Gare de Marne-la-Vallée - Chessy, A RER-vonal)

## Lásd még
- Franciaország vasútállomásainak listája
- A RER állomásainak listája